# Mullerornis
Мюлерорніс (Mullerornis) — рід вимерлих птахів родини Епіорнісові (Aepyornithidae) ряду Епіорнісоподібні (Aepyornithiformes). Рід названий на честь Джорджа Мюллера, французького дослідника, що був убитий в 1892 році войовничим малагасійським племенем сакалава.
Птах жив на Мадагаскарі протягом плейстоцену-голоцену. Кістка, що, можливо, належить мюлерорнісу, згідно з радіовуглецевим методом датування, датується 1260 роком. Отже ці птахи існували, ще на початку другого тисячоліття.